# Equal-salary
Equal-salary es una certificación desarrollada por Véronique Goy Veenhuys para las empresas que han demostrado que tienen igualdad de salarios entre mujeres y hombres. El certificado es entregado por la Oficina Federal de la Igualdad entre hombres y mujeres en Vevey, Suiza. Este certificado busca mejorar la atractividad de la empresa en el mercado laboral, aumentar la satisfacción de sus empleados con respecto a los sueldos y consolidar la imagen global de la empresa. 

## Historia, visión y misión
Equal-salary fue desarrollado en Suiza, con el apoyo de la Oficina Federal para la Igualdad] entre mujeres y hombres (de ayuda financiera prevista por la Ley de Igualdad. El objetivo es establecer un procedimiento que permita a cualquier empresa mostrar, sin tener que hacer públicos los datos confidenciales, que aplica una política salarial no discriminatoria hacia la igualdad. 
El'método consiste en realizar el análisis estadístico de los salarios: por medio de ecuaciones de los datos salariales (análisis de regresión), se establece la influencia sobre los salarios de los diversos factores explicativos, como el nivel de educación, la experiencia profesional, la antigüedad, los factores de empleo y otros elementos considerados importantes por la empresa. Cuando sólo tales factores objetivos, no discriminatorios, explican las diferencias salariales entre personas de diferentes sexos, la igualdad de remuneración se considera respetada.

## Procedimiento de certificación
Todas las empresas y organizaciones públicas y privadas tienen derecho al sello de igualdad de salario. El procedimiento es llevado a cabo por una autoridad de certificación (actualmente SGS Société Générale de Surveillance SA). El proceso consta de dos pasos: en primer lugar la evaluación estadística de los datos salariales, realizado en el Observatorio de Empleo Universitario (OUE) de la Universidad de Ginebra; en segundo lugar, se realiza una auditoría en la misma empresa, completada por una encuesta del personal con el fin de establecer que la igualdad de retribución se aplica efectivamente. Cuando se detectan problemas durante estos dos pasos, se invita a la empresa para resolverlos. Si ambos pasos se han completado con éxito, la empresa el sello de igualdad salarial por un período de tres años. Tendrá que someterse a dos auditorías de control durante este período.